# Tomás Andrés y Tubilla
Andrés Tubilla (o Tomás Andrés y Tubilla) (7 de junio de1859 - febrero de 1882, Madrid ) fue un farmacéutico, y botánico español.Nació el día 7 y fue bautizado el 10 de junio de 1859 en la iglesia parroquial de Torrejón de Ardoz , (Archivo Parroquial de Torrejón de Ardoz, libro XVII, año 1859, folio 134-135)  hijo de Esteban Andrés y de Francisca Tubilla, naturales de La Horra (Burgos).Dejó una incipiente obra botánica tras de sí y la promesa de haber podido ser uno de los renovadores de esa disciplina, tarea que continuó su colega y amigo Blas Lázaro Ibiza, con quien había fundado a los diecinueve años la “Sociedad Linneana Madrileña” y de la que fue secretario hasta su temprana muerte. Tubilla estudió Ciencias y también Farmacia en la universidad de Madrid,  según consulta al Portal de Archivo PARES: Archivo Histórico Nacional Universidades, caja 5.253 exp 18 y caja 1.009, exp.3). Su expediente de Ciencias contiene una interesante memoria académica manuscrita “Breve reseña geográfica botánica de la Península Ibérica” de 105 páginas. Trabajó como ayudante en el Jardín Botánico de Madrid y publicó diversos artículos que pueden consultarse en el Archivo del Jardín Botánico de Madrid  y en la revista “Anales de la Sociedad de Historia Natural el artículo “Sobre las malváceas y la flora en la Península”. Así por ejemplo en la “Ennumeración y revisión de las plantas de la Península Hispano Lusitana” publicado en 1886 por Miguel Colmeiro, catedrático de Botánica y maestro de Tubilla y de Lázaro, anota en el tomo II, página 509 la especie “E. tenue Lam”, un tipo de cardo pequeño localizado también en Torrejón de Ardoz y descrito por “A. Tub.”. 

## Algunas publicaciones
- Tomás Andrés y Tubilla, Blas Lázaro é Ibiza. 1882. Distribución geográfica de las columníferas de la Península Ibérica. Resumen de los trabajos verificados por la Sociedad Linneana Matritense durante el año de 1881, Madrid, p. 25-33 + 1 mapa

### Libros
- Blas Lázaro e Ibiza, Tomás Andrés y Tubilla. Revista crítica de las malváceas españolas. 1881. 38 pp.

## Honores
Fue en 1878, cofundador de la "Sociedad Linneana Matritense".
- La abreviatura «Tubilla» se emplea para indicar a Tomás Andrés y Tubilla como autoridad en la descripción y clasificación científica de los vegetales.[1]